# Siphona longissima
Siphona longissima là một loài ruồi trong họ Tachinidae.